# Fontaine de Sainte Ingemo

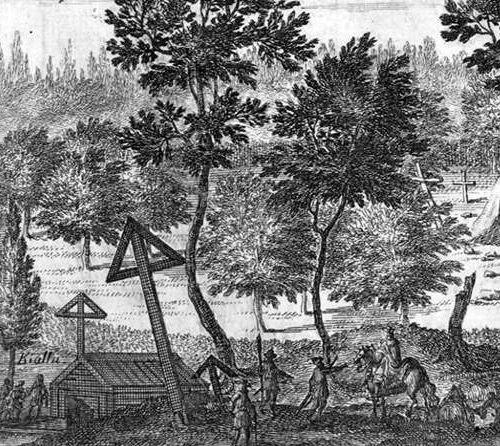
La fontaine d'Ingemo et le bosquet sacré dans une gravure de 1705

La fontaine de Sainte Ingemo était une source sacrificielle et fontaine à dévotion dans la province suédoise de Västergötland.
Le culte de sainte Ingemo n'est attesté que depuis l'époque de la réforme protestante. Sa canonisation n'a jamais eu lieu et que l'Église ne l'a jamais rangée au nombre des saints officiels. Rien n'est connu de sa vie.
C'est une spéculation que son nom soit Ingamoder et que ça signifie "mère d'Inge" c'est-à-dire: le roi Inge de Suède. 